# Hrabstwo Union (Dakota Południowa)
Hrabstwo Union (ang. Union County) – hrabstwo w stanie Dakota Południowa w Stanach Zjednoczonych. Obszar całkowity hrabstwa obejmuje powierzchnię 467,08 mil² (1209,73 km²). Według szacunków United States Census Bureau w roku 2009 miało 14 589 mieszkańców.
Hrabstwo powstało w 1862 roku. Na jego terenie znajdują się następujące gminy (townships): Big Sioux, Big Springs, Brule, Civil Bend, Emmet, Prairie, Richland, Sioux Valley, Spink, Virginia.

## Miejscowości
- Alcester
- Beresford
- Elk Point
- Jefferson
- North Sioux City

## CDP
- Dakota Dunes
- Richland